# 불꽃 속으로
《불꽃 속으로》는 2014년 4월 25일부터 2014년 6월 28일까지 방영된 TV조선 특별기획 드라마이다. 전 POSCO 명예회장인 박태준의 일대기를 모티브로 하여 픽션을 가미했다.

## 줄거리
일제강점기와 한국전쟁으로 인한 빈곤과 절망을 딛고 경제 발전을 위해 종합제철소를 건설하려는 주인공과 엇갈린 운명으로 친구에서 적이 될 수밖에 없었던 인물들의 처절하고 뜨거운 사랑과 야망을 그린 드라마이다.

## 등장 인물

### 주요 인물
- 최수종 : 박태형 역 (아역 김권)
- 류진 : 신대철 역 (아역 윤홍빈)
- 손태영 : 쿠미코 역 (아역 김예원)
- 최철호 : 최종호 역
- 이인혜 : 장옥선 역
- 독고영재 : 대통령 역
- 정호빈 : 앨런 키신저[3] 역

### 영일만 제철소
- 홍일권 : 황준석 역
- 박상면 : 박종열 역
- 이기찬 : 안승주 역
- 김진근 : 김병훈 역
- 이원석 : 연봉출 역
- 공정환 : 정상호 역
- 이종수 : 김상철 역
- 이정용 : 최달호 역
- 최규환 : 채기주 역
- 홍아름 : 하처순 역

### 신세카이상사
- 이철민 : 다케다 역 (아역 김현준)
- 고명환 : 아베 역 (아역 김민호)

### 그 외 인물
- 이영후 : 야스오카 역
- 전수경 : 양화자 역
- 조영서 : 서울댁 역
- 현석 : 태형 父 역
- 김민경 : 태형 母 역
- 박용수 : 고헤이 역
- 정명환 : 야마모토 역
- 김영기 : 사이고 역
- 김기두 : 사수 역
- 윤종원 : 해병대 역
- 김재운 : 이호성 역
- 남태부 : 우치노 역

## 시청률
| 2014년 | 2014년   | 2014년         |
| 회차   | 방송일   | AGB닐슨 시청률 |
| ------ | -------- | -------------- |
| 제1회  | 4월 25일 | 0.946%         |
| 제2회  | 4월 26일 | 1.103%         |
| 제3회  | 5월 2일  | 0.885%         |
| 제4회  | 5월 3일  | 1.096%         |
| 제5회  | 5월 9일  | 1.048%         |
| 제6회  | 5월 10일 | 1.839%         |
| 제7회  | 5월 16일 | 1.134%         |
| 제8회  | 5월 17일 | 1.681%         |
| 제9회  | 5월 23일 | 2.041%         |
| 제10회 | 5월 24일 | 1.857%         |
| 제11회 | 5월 30일 | 1.298%         |
| 제12회 | 5월 31일 | 2.091%         |
| 제13회 | 6월 6일  | 1.597%         |
| 제14회 | 6월 7일  | 1.746%         |
| 제15회 | 6월 13일 | 1.329%         |
| 제16회 | 6월 14일 | 1.502%         |
| 제17회 | 6월 20일 | 1.227%         |
| 제18회 | 6월 21일 | 1.374%         |
| 제19회 | 6월 27일 | 1.038%         |
| 제20회 | 6월 28일 | 1.634%         |

## 참고 사항
- 당초 KBS에서 〈강철왕〉이란 제목으로 방영하기로 했으나 정치 논란으로 불발되었고 TV조선에서 제목을 변경하여 방송됐다.[4]
- 이영후(야스오카 역)는 POSCO 기성 연봉학의 일대기를 다룬 KBS 1TV 인간극장 제6화 〈마이더스의 손〉에서 주인공 연봉학 역으로 출연한 바 있다.[5]
- 공식 홈페이지에서는 방영분의 다시보기 서비스를 일시적으로 중단하였다.